# Titanic Historical Society
A Titanic Historical Society, Inc. (THS) é uma organização sem fins lucrativos fundada em 1963, cujo propósito é a preservação da história do famoso transatlântico RMS Titanic, que afundou em 15 de abril de 1912 após atingir um iceberg, em uma das maiores tragédias marítimas da história.
Sediada em Indian Orchard, Massachusetts, (Estados Unidos), seu fundador e presidente era Edward S. Kamuda, que morreu aos 74 anos em abril de 2014. As principais atividades da Titanic Historical Society incluem:
- Publicação trimestral de uma revista, a The Titanic Commutator.
- O Titanic Museum em Indian Orchard com uma extensa coleção de artefatos doados por sobreviventes do Titanic.
- Uma convenção anual da associação onde especialistas apresentam informações detalhadas sobre vários aspectos da catástrofe e memorabilia do Titanic.

Por muitos anos, os sobreviventes remanescentes da viagem inaugural do Titanic foram convidados de honra nas convenções da associação. Em abril de  1992, a Sociedade comemorou o 80º aniversário do desastre em Boston, Massachusetts. O evento juntou muitos dos sobreviventes ainda vivos, incluindo  Eva Hart, Louise Kink Pope, Michel Marcel Navratil e Beatrice Sandström, que encantou os presentes com seus vívidos relatos em  primeira pessoa da noite em que o Titanic afundou no Oceano Atlântico. Walter Lord, autor do seminal A Night to Remember, foi outro dos convidados.
A Sociedade também trabalha para preservar a história de outros transtlânticos, especialmente do navio irmão do Titanic, o HMHS Brittanic da White Star Line, que afundou após atingir uma mina inimiga durante a Primeira Guerra Mundial, e o navio da Cunard, o RMS Lusitania. A sociedade também publica artigos sobre vários outros navios famosos, tais como o RMS Queen Mary e o SS Normandie, no The Titanic Commutator.

## RevistaTitanic Commutator
Desde sua fundação em 1963, a organização distribui regularmente um jornal para sua membresia. Ao longo dos anos, a publicação aumentou de forma constante em alcance e profundidade. A Titanic Commutator é agora publicada trimestralmente como uma revista ilustrada colorida que relata pesquisas e histórias de passageiros do Titanic, junto com outros notáveis navios da "Era de Ouro" das viagens transatlânticas a vapor.